# Pitta reichenowi
El pita pechiverde (Pitta reichenowi) es una especie de ave paseriforme de la familia Pittidae. Es una de las dos especies de Pitta de África, y se la encuentra en lo profundo de los bosques tropicales.

## Descripción
Su plumaje es muy similar al de Pitta angolensis, pero su pecho es verde y la garganta se encuentra bordeada por una línea negra. Los ejemplares inmaduros poseen un plumaje más opaco y oscuro, y su pecho es oliva amarronado.

## Distribución y hábitat
Se lo encuentra en Camerún, República Centroafricana, República del Congo, República Democrática del Congo, Gabón, y Uganda. Su hábitat natural son los bosques húmedos bajos subtropicales o tropicales. Sin embargo en Uganda se lo encuentra a altitudes entre 1100 y 1400 m.